# روبن روتشينا

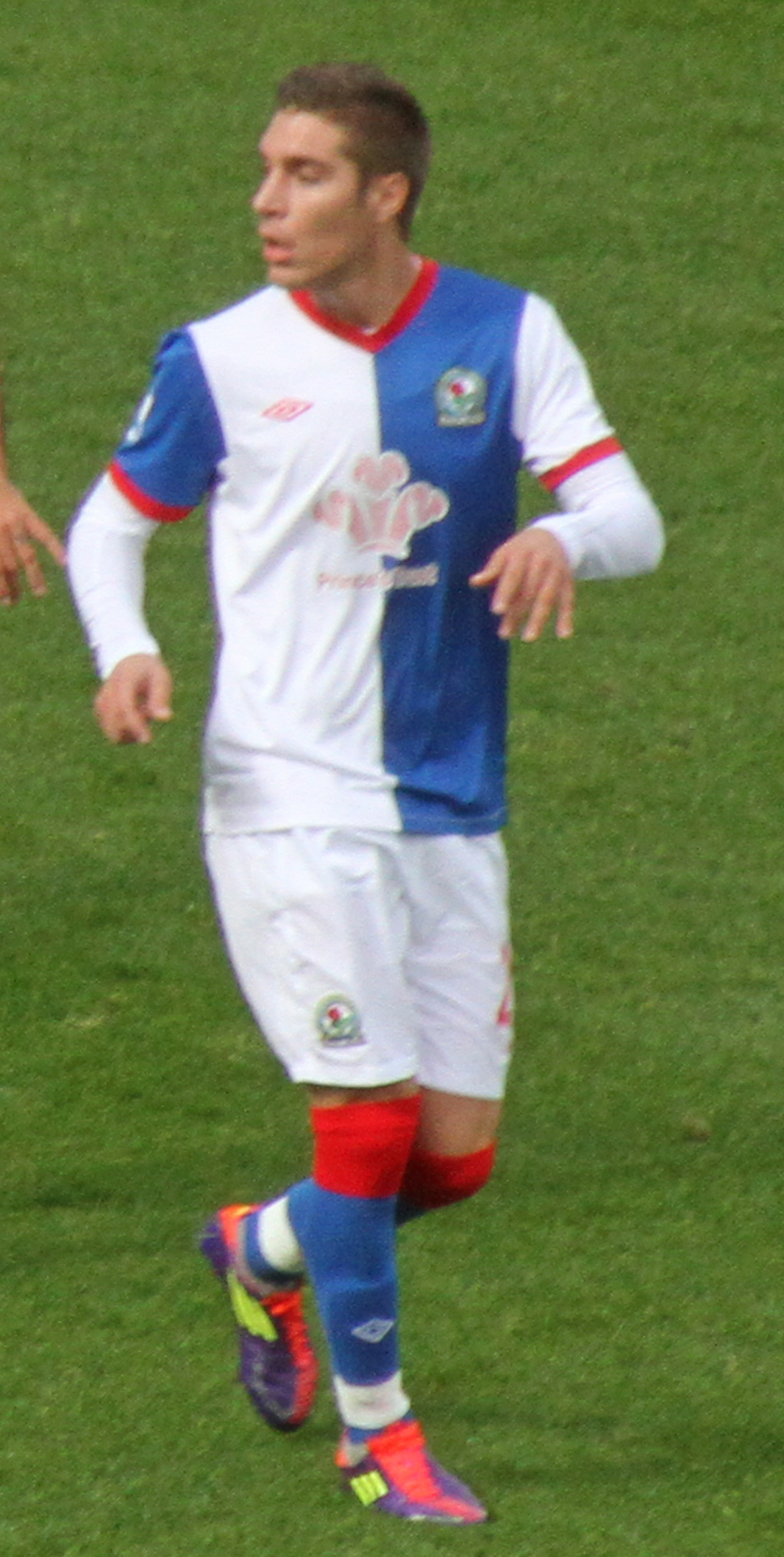
روبن روتشينا

روبن روتشينا (بالإسبانية: Rubén Rochina)‏ هو لاعب كرة قدم إسباني ولد في 23 مارس 1991 في برشلونة، كاتالونيا إسبانيا بدء مسيرته مع أطفال برشلونة. لعب لكل الفئات العمرية عدى الفريق الأول وانتقل إلى بلاكبيرن روفرز وهو الوحيد من جيل بويان وكوينكا ومونتويا وكوكي الذي لم يلعب في الفريق الأول ويلعب كمهاجم أو جناح ولديه قدرات جيدة في المراوغة ولديه علاقة جيدة مع سوريانو.

## روابط خارجية
- روبن روتشينا على موقع الاتحاد الأوربي (الإنجليزية)
- روبن روتشينا على موقع قاعدة بيانات كرة القدم.إي يو (الإنجليزية)
- روبن روتشينا على موقع Soccerbase.com (لاعب) (الإنجليزية)
- روبن روتشينا على موقع Soccerway.com (الإنجليزية)
- روبن روتشينا على موقع عالم كرة القدم.نت (الإنجليزية)
- روبن روتشينا على موقع كووورة
- روبن روتشينا على موقع AS.com (الإسبانية)